# Сумська обласна державна адміністрація
Сумська обласна державна адміністрація — місцева державна адміністрація Сумської області.
У зв'язку з широкомасштабним вторгненням Росії 24 лютого 2022 року набула статусу військової адміністрації.

## Історія

### Голови
1. Єпіфанов Анатолій Олександрович —
23 березня 1992 р. — липень 1994 р. (представник президента у Сумській області)
7 липня 1995 р. — 8 травня 1998 р. (голова ОДА)
2. Берфман Марк Абрамович —
8 травня 1998 р. — 30 березня 1999 р.
3. Щербань Володимир Петрович —
30 березня 1999 р. — 25 квітня 2002 р.
14 листопада 2002 р. — 21 січня 2005 р. (в. о.)
4. Жарков Юрій Васильович —
травень — 14 листопада 2002 р.
5. Лаврик Микола Іванович —
4 лютого — 12 грудня 2005 р.
7 квітня 2008 р. — 19 лютого 2009 р. (в. о.)
19 грудня 2009 р. — 6 квітня 2010 р.
6. Гаркава Ніна Миколаївна —
13 грудня 2005 р. — 24 листопада 2006 р. (в. о.)
7. Сапсай Володимир Іванович —
24 листопада — 26 грудня 2006 р.
8. Качур Павло Степанович —
26 грудня 2006 р. — 6 квітня 2008 р.
9. Чмирь Юрій Павлович —
6 квітня 2010 р. — 19 грудня 2013 р.
10. Яговдик Ігор Олександрович —
19 грудня 2013 р. — 24 лютого 2014 р.
11. Шульга Володимир Петрович —
2 березня — 16 вересня 2014 р.
12. Чернявський Віктор Іванович —
18 вересня 2014 р. — 16 січня 2015 р. (в. о.)
13. Клочко Микола Олексійович —
26 грудня 2014 р. — 11 червня 2019 р.
14. Акпєров Вадим Вагіфович —
11 червня — 27 червня 2019 р. (в. о.)
15. Купрейчик Ірина Валеріївна —
 27 червня 2019 р. —13 лютого 2020 р. (в. о.)
16. Дмитро Живицький  — 13 лютого — 11 березня 2020 р.
17. Грищенко Роман Сергійович — 11 березня — 5 листопада 2020 р.
18. Пахольчук Сергій Іванович — 9 листопада — 23 листопада 2020 р. (в. о.)
19. Хома Василь Васильович — 23 листопада 2020 р. — 25 червня 2021 р.
20. Живицький Дмитро Олексійович — 25 червня 2021 р. — 24 січня 2023  р.[3]
21. Артюх Володимир Миколайович — 12 квітня 2023 р.[4] — 17 квітня 2025 р.[5]
22. Григоров Олег Олексійович — 17 квітня 2025 р.[6] —

## Керівництво станом на 18 квітня 2025 року
- Голова — Григоров Олег Олексійович
- Перший заступник голови — Савченко Тарас Григорович
- Заступник голови з питань цифрового розвитку, цифрових трансформацій і цифровізації — Дрозденко Олексій Олександрович [7]
- Заступник голови — Кропивченко Сергій Іванович[8]
- Керівник апарату — Кальченко Ігор Володимирович